# Simon the Sorcerer
Simon the Sorcerer (Simon, o Feiticeiro em Português Brasileiro) é um jogo de aventura que foi lançado pela Adventure Soft em 2 de Janeiro de 1993 para Amiga e MS-DOS. O jogo inclui paródias de vários livros populares e contos de fadas, incluindo Rapunzel, O Senhor dos Anéis, As Crônicas de Nárnia, João e o Pé de Feijão.Simon é dublado neste jogo por Chris Barrie

## Enredo
A história começa com o protagonista, Simon, como um adolescente comum. Seu cão, "Chippy", descobre um baú no sótão de sua casa que contém um livro de feitiços intitulado "Ye Olde Spellbooke". Simon joga o livro no chão com desprezo, mas um portal se abre acima dela. Fragmentado atravessa o portal e Simon segue.
Após entrar no portal, Simon encontra-se em um outro mundo. Depois de escapar de alguns goblins que pretendiam comê-lo, descobre que ele foi trazido em uma missão para resgatar o assistente Calypso do malvado feiticeiro Sordid.

## Versões Disponíveis
Diferentes versões do jogo foram criadas

### Versões de Computador
O primeiro jogo, Simon, the Sorcerer, foi lançado em 1993 para PCS IBM  compatíveis com o MS-DOS 3.5 em três disquetes em uma grande caixa decorada com margens roxas, sem falas e apenas sub-títulos usados durante todo o jogo. Continha um manual de 30 páginas em preto e branco, que incluía as imagens da bússola necessários para passar a proteção contra cópia desta versão.
Dois anos mais tarde , pouco antes da sequencia estar previsto para ser lançado, o primeiro jogo foi re-lançado em CD-ROM do PC. Este novo CD veio sem proteção contra cópias , em uma caixa de jóia , com um manual de embutimento preto e branco, juntamente com inserções de cores , tanto para a dianteira e traseira. Foi anunciado uma nova completa Soundtrack "Talkie " , que totalmente substituídas as legendas originais , frustrando alguns jogadores , incluindo aqueles com deficiência auditiva . A versão em CD-ROM da sequência Simon the Sorcerer II: The lion, The assistent and the wardrobe oferece a opção de alternar entre as legendas ou a trilha sonora.
Desde o seu lançamento original, a versão PC de Simon, The Sorcerer permaneceu sendo da Adventure Soft. Desde então, o jogo ganhou "A aventura original " como um subtítulo, e vem na mesma embalagem preto usado pela sequência. O CD também foi atualizado , primeiro a ser executado em Windows 95/98 usando o DirectX e mais tarde o Windows Me/2000/XP . A versão do Windows introduziu um manual em PDF no disco, que substituiu a caixa de jóia e de suas inserções. Um patch está disponível para download no site da Aventura Soft, para atualizar para versões mais antigas são executados no Windows Me/2000/XP . Simon the Sorcerer - The Adventure  também foi publicado com sua sequência em uma embalagem dupla grande caixa , a um preço reduzido .
Mais recentemente, Idigicon relançou as últimas versões de todos os cinco Simon,the Sorcerer os títulos individuais em cases de DVD, seguido por um pacote de combinação contendo quatro títulos, sem Simon the Sorcerer 3D , em um disco.

### Versões deAmiga
Para a Amiga, a versão AGA A1200 com 256 cores gráficos estava disponível em 9 disquetes de dupla densidade. Pouco tempo depois, a versão de 64 cores para a Amiga 500 foi criado para que qualquer Amiga poderia jogá-lo e, finalmente, uma versão CD32 foi lançado em CD com gráficos de 256 cores e dublagem. Este foi o primeiro jogo de aventura Amiga para caracterizar dublagem completa, mas apenas na versão.

### Outras Versões
A versão de 256 cores do jogo foi lançado para o sistema  Acorn RISC OS  em disquete, com uma versão em CD, incluindo dublagem que foiliberado mais tarde .
Em 2009 , o jogo foi re-lançado para o iPhone e está disponível através da App Store. Esta é a versão talkie e contém duas versões diferentes de controle , ou um ponteiro do mouse original ou com um simples toque na tela para selecionar objetos e comandos.
Recentemente, uma nova versão intitulada "20th Anniversary Edition" lançado exclusivamente para Android com uma nova arte de capa. Isto combinado todos os 7 lançamentos línguas originais , novos controles de toque baseados em hotspots com ícones para ações, upscaling opcional para os gráficos de alta definição e novos menus do jogo .
Notavelmente, a arte da capa original descreve a forma "robô demoníaco" que Sordid assumiria no segundo jogo da série . Esta versão do Sordid na verdade não aparecem no primeiro jogo , exceto por um cameo no final , e mesmo assim apenas um grande braço mecânico é visto arrastando Simon através de um portal de volta ao mundo da fantasia.
Provavelmente por causa disso, o novo "20th Anniversary Edition " utiliza apenas as mãos dos trabalhos artísticos originais , que são na sua maioria cobertas com luvas que deixa apenas uma pequena pitada de mãos robóticas abaixo